# Campeonato Paraibano de Futebol de 2002
O Campeonato Paraibano de Futebol de 2002 foi a 94ª edição do campeonato estadual de futebol da Paraíba. Realizada pela Federação Paraibana de Futebol entre os dias 24 de março e 28 de julho, teve como campeão o Atlético de Cajazeiras e o Botafogo de João Pessoa como vice, apesar de ser um título bastante discutido e pleiteado pelo clube pessoense.
O campeonato conta com uma enorme controvérsia, tendo em vista a conquista do Campeonato ter sido inicialmente do Atlético Cajazeirense, que, contudo, foi punido pelo STJD com a perda de 15 pontos, pela escalação irregular do goleiro Alonso, sendo sagrado campeão o Botafogo Futebol Clube, porém existem muitas fontes que aceitam e reconhecem o clube cajazeirense como campeão estadual desse ano. O artilheiro do campeonato foi Binho, do Campinense, que fez 16 gols na competição.

## Clubes participantes
| Equipe                | Cidade         | Estádio                      | Em 2001                        | Títulos |
| --------------------- | -------------- | ---------------------------- | ------------------------------ | ------- |
| América               | Caaporã        | Lundrigão                    | 2º (Segunda Divisão - Grupo A) | 0       |
| Atlético Cajazeirense | Cajazeiras     | Perpetão                     | 2º                             | 0       |
| Auto Esporte          | João Pessoa    | Almeidão                     | 7º                             | 6       |
| Botafogo              | João Pessoa    | Almeidão                     | 3º                             | 24      |
| Campinense            | Campina Grande | Amigão                       | 4º                             | 16      |
| Esporte               | Patos          | José Cavalcanti              | Não disputou                   | 0       |
| Guarabira             | Guarabira      | Sílvio Porto                 | 8º                             | 0       |
| Miramar               | Cabedelo       | Francisco Figueiredo de Lima | 1º (Segunda Divisão - Grupo A) | 0       |
| Nacional              | Patos          | José Cavalcanti              | 9º                             | 0       |
| Perilima              | Campina Grande | Amigão                       | 1º (Segunda Divisão - Campeão) | 0       |
| Santa Cruz            | Santa Rita     | Teixeirão                    | 10º                            | 2       |
| Serrano               | Serra Redonda  | Amigão                       | 5º                             | 0       |
| Sousa                 | Sousa          | Marizão                      | 8º                             | 1       |
| Treze                 | Campina Grande | Amigão e Presidente Vargas   | 5º                             | 12      |
| Vila Branca           | Solânea        | Tancredão                    | Não disputou                   | 0       |

## Polêmicas
De 9 de junho a 28 de julho, o hexagonal final foi disputado. Em jogo, o título estadual da Paraíba em 2002. Tudo em meio à campanha do Brasil no pentacampeonato da Copa do Mundo daquele ano. O torneio foi acontecendo até que, para a última rodada, Atlético Cajazeirense, Treze e Botafogo chegaram com chances de título.
O Trovão, com 16 pontos, líder da fase final, receberia o Campinense em Cajazeiras, com a Raposa já sem chances de conquistar a taça. Enquanto isso, o Treze encararia o Botafogo em Campina Grande. Ambos tinham 14 pontos e precisavam vencer o jogo e ainda torcer para um tropeço do Atlético, para terem chance de roubar o troféu do time sertanejo. No outro jogo dessa última rodada do hexagonal, Serrano-PB e Sousa duelavam apenas para cumprir tabela.
Jogando uma seletiva naquele ano em busca de uma vaga na Copa do Nordeste de 2003 e sem chances de título no estadual, o Campinense estava mais focado na competição regional. Além de que o torneio era disputado em Maceió, capital alagoana, e em Itabaiana, interior de Sergipe. A delegação se encontrava nessa ponte aérea disputado o campeonato nordestino.
Sem chances de levar o estadual e sem disposição para investir em uma viagem para voltar à Paraíba para eventualmente ajudar um dos rivais, Treze ou Botafogo, a se sagrar mais uma vez campeão estadual, a diretoria rubro-negra alegou dificuldade na logística e simplesmente não foi disputar a última rodada do Paraibano de 2002. Com o W.O, o Atlético de Cajazeiras, sem jogar, conquistou o seu primeiro título estadual da história, para uma grande festa dos cajazeirenses.
No dia 8 de agosto, onze dias depois da última rodada do estadual, que sagrou o Atlético de Cajazeiras como campeão paraibano, o Botafogo protocolou a denúncia de que o goleiro Alonso, do Trovão, havia jogador sem contrato, portanto de maneira irregular, em três jogos do hexagonal final: na derrota por 3 a 1 para o Sousa, no dia 23 de junho; no empate por 1 a 1 com o Campinense, no dia 30 de junho; e na vitória por 4 a 1 sobre o Treze, no dia 7 de julho.
O relator do processo foi Luiz Guilherme Suassuna, um dos membros do TJD-PB na época. Em seu relatório, o auditor analisou a Ação Cautelar Inominada impetrada pelo Botafogo e deu razão ao clube pessoense. Segundo Suassuna, "é prova cristalina que o Atlético Cajazeirense de Desportos colocou em campo o atleta Alonso José Carvalho da Silva, profissional daquela agremiação, totalmente irregular para participar dos jogos realizados pelo Campeonato Estadual nas seguintes datas: Sousa x Atlético no dia 23/06/02, Campinense x Atlético no dia 30/06/02, Treze x Atlético no dia 07/07/02".

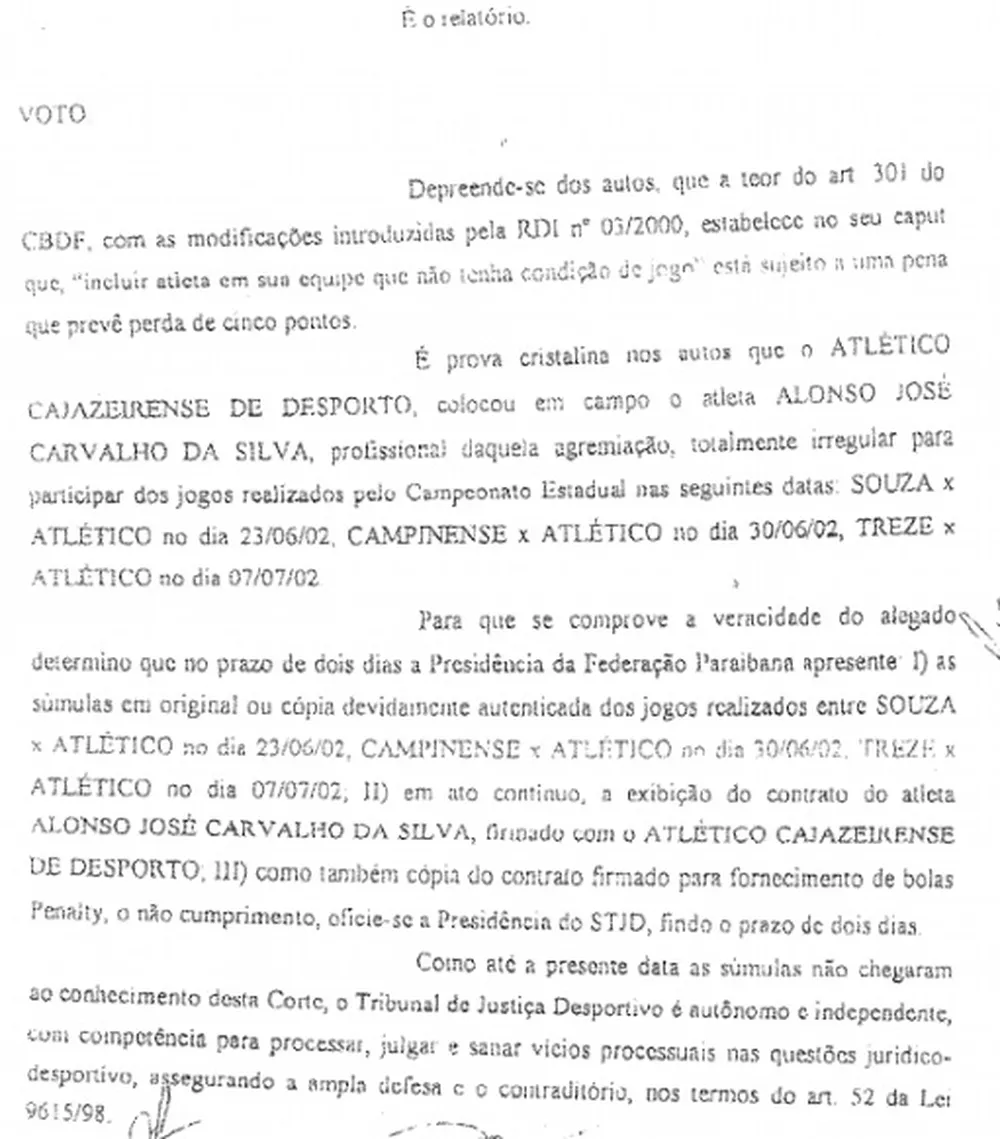
Relatório do auditor Luiz Guilherme Suassuna, dando razão ao clube pessoense e indicando que o Atlético escalou irregularmente o atleta sem contrato.

Após a decisão na instância estadual, a FPF e o Atlético de Cajazeiras recorreram ao STJD. Primeiramente, juntos, pediram uma liminar que pudesse anular a decisão proferida pelo TJD-PB, que dava ganho de causa ao Botafogo e garantia a mudança de endereço da taça de campeão paraibano de 2002 em primeira instância. Em dezembro do mesmo ano, no entanto, o presidente em exercício do STJD, Paulo César Salomão Filho, negou a liminar.
Mas isso não findou o embate jurídico entre as partes. É que o mérito seria julgado no Pleno do STJD. As duas partes ingressaram com o Mandado de Garantia, alegando prejuízo no direito de defesa, acusando que o presidente do TJD-PB, Francisco Clero, não havia remetido os acórdãos para as partes, ficando com a posse dos processos, dificultando a formulação dos recursos.
Após idas e vindas de explicações, e decursos os prazos processuais, enfim, o mérito foi a julgamento no dia 10 de julho de 2003. O relator do caso, Marcus Henrique Pinto Basílio, discordou da tese da Procuradoria e dos denunciantes, argumentando que não enxergou prejuízo para a defesa após o proferimento da decisão do Pleno do TJD-PB, denegando-lhe a garantia, ou seja, mantendo a decisão da primeira instância, que tirou 15 pontos do Atlético de Cajazeiras por escalação irregular. Todos os auditores presentes na sessão votaram com o relator, e a decisão foi proferida por unanimidade. No dia 14 de julho de 2003, o STJD enviou fax à FPF, informando a decisão, que até hoje não foi cumprida pela Federação.
Pela Copa do Brasil de 2003, Atlético de Cajazeiras e Botafogo foram os representantes da Paraíba, na condição de, respectivamente, campeão e vice-campeão estadual. Na Série C nacional, porém, jogaram Botafogo, Campinense, Treze e Sousa, como os quatro primeiros colocados do Estadual de 2002, ficando de fora o considerado campeão pela FPF, o Atlético de Cajazeiras, dado que o campeonato da CBF foi posterior à decisão do STJD.

## Premiação
| Campeonato Paraibano de Futebol de 2002                |
| ------------------------------------------------------ |
| Atlético Cajazeirense de Desportos Campeão (1º título) |